# 2019冠状病毒病卢旺达疫情
2019冠状病毒病卢旺达疫情，介绍在2019新型冠狀病毒疫情中，在卢旺达发生的情况。

## 时间轴

### 2020年3月
2020年3月14日，卢旺达出现首例确诊病例，为一名来自孟买的印度人，8日入境，13日出现症状。
3月15日，新增4例确诊病例，累计确诊5例。
3月16日，新增2例确诊病例，累计确诊7例，一例为32岁卢旺达女性；另一例为61岁德国男性，从德国经转土耳其伊斯坦布尔飞抵卢旺达。
3月18日，报告第8例确诊病例，为35岁布隆迪男性，16日从阿联酋迪拜抵达卢旺达。
3月19日，累计确诊11例病例。决定自21日起暂停所有进出基加利国际机场的商业航班。新增病例分别为：37岁印度女性，8日从孟买入境；26岁卢旺达男性，近期无旅行史；45岁卢旺达男性，16日自比利时经埃塞俄比亚亚的斯亚贝巴到达卢旺达。
3月20日，新增6例确诊病例，累计确诊17例，分别为：30岁法国女性，及其10个月大的儿子；32岁卢旺达男性，19日自迪拜回国；26岁瑞典男性，3日入境；32岁卢旺达男性，有境外旅行史；以及24岁卢旺达男性，19日从卡塔尔多哈回国。
3月21日，新增2例确诊病例，累计确诊19例，分别为：32岁卢旺达男性，19日自迪拜回国；34岁卢旺达男性，20日自迪拜回国。
3月23日，新增17例确诊病例，累计确诊36例。
3月24日，新增确诊4例，累计40例。新增2人来自阿联酋迪拜，1人来自比利时布鲁塞尔，1人为此前确诊病例接触者。
3月25日，新增确诊1例，累计41例。新增病例为从阿联酋迪拜入境的旅客。
3月26日，新增确诊9例，累计50例。新增5人来自阿联酋迪拜，1人来自美国，1人来自荷兰，还有2人为此前确诊病例的密切接触者。
3月27日，新增确诊4例，累计54例。新增1人来自阿联酋迪拜，1人来自美国，2人为此前确诊病例接触者。
3月28日，新增确诊6例，累计60例。新增4人来自阿联酋，1人来自美国，1人为此前确诊病例接触者。
3月29日，新增确诊10例，累计70例。新增6人来自阿联酋迪拜，2人来自南非，1人来自尼日利亚，1人曾在东非频繁旅行。
3月31日，新增确诊5例，累计75例。新增4人来自阿联酋迪拜，1人为此前确诊病例接触者。

### 4月
4月1日，新增确诊7例，累计82例。新增1人来自阿联酋迪拜，1人来自英国，5人为此前确诊病例接触者。
4月2日，新增确诊2例，累计84例。2人近期在多个国家频繁旅行。
4月3日，新增确诊5例，累计89例。5人均为此前确诊病例接触者。当晚为防止疫情蔓延释放了38名嫌犯。
4月4日，新增确诊13例，累计102例。新增2人来自阿联酋迪拜，2人来自土耳其，9人为此前确诊病例接触者。
4月5日，新增确诊2例，累计104例。累计4例治愈。
4月6日，确诊增至105例。包括内阁成员、常秘等在内的政府高官将放弃4月份的薪水。
4月8日，新增确诊5例，累计110例。新增4例是之前确诊病例密切接触者，1例有频繁旅行史。累计7例治愈。
4月9日，新增确诊3例，累计113例。
4月10日，新增确诊5例，累计118例。
4月11日，新增确诊2例，累计120例；新增治愈11例，累计治愈18例。
4月12日，新增确诊6例，累计126例；新增治愈7例，累计治愈25例。
4月13日，新增确诊1例，累计127例；新增治愈17例，累计治愈42例。
4月14日，新增确诊7例，累计134例；新增治愈7例，累计治愈49例。
4月15日，新增确诊2例，累计136例；新增治愈5例，累计治愈54例。卢旺达航空将重启飞往广州、伦敦和布鲁塞尔的货运航班。
4月16日，新增确诊2例，累计138例；新增治愈6例，累计治愈60例。
4月17日，新增确诊5例，累计143例；新增治愈5例，累计治愈65例。决定将人员管控措施延长11天至4月30日。
4月18日，新增确诊1例，累计144例；新增治愈4例，累计治愈69例。
4月19日，新增确诊3例，累计147例；新增治愈7例，累计治愈76例。
4月21日，新增确诊3例，累计150例；治愈病例升至84例。
4月22日，新增确诊3例，累计153例。总统保罗·卡加梅宣布已向非盟COVID基金和非洲疾控中心承诺将提供总计100万美元的资金。
4月23日，新增确诊1例，累计154例；新增治愈3例，累计治愈87例。
4月24日，新增确诊22例，累计176例。新增22例为跨境卡车司机及副驾。
4月25日，新增确诊7例，累计183例，新增病例来自跨境卡车司机及其副驾；新增治愈1例，累计治愈88例。
4月26日，新增确诊8例，累计191例；新增治愈4例，累计治愈92例。
4月27日，新增确诊16例，累计207例，新增病例来自跨境卡车司机及其副驾；新增治愈1例，累计治愈93例。全国各地警察局临时释放1673名拘留犯以缓解疫情期间拘留所的拥挤程度。
4月28日，新增确诊5例，累计212例，新增病例来自跨境卡车司机及其副驾；新增治愈2例，累计治愈95例。
4月29日，新增确诊13例，累计225例，新增病例来自跨境卡车司机及其副驾；新增治愈3例，累计治愈98例。
4月30日，新增确诊18例，累计243例，新增病例来自跨境卡车司机及其副驾；新增治愈6例，累计治愈104例。政府将从5月4日起放松人员管控措施。

### 5月
5月1日，新增确诊6例，累计249例，新增病例来自跨境卡车司机及其副驾；新增治愈5例，累计治愈109例。政府宣布学校将于9月复课。
5月2日，新增确诊6例，累计255例，新增病例为跨境卡车司机及其副驾；新增治愈11例，累计治愈120例。
5月3日，新增确诊4例，累计259例，新增病例为跨境卡车司机及其副驾；新增治愈4例，累计治愈124例。
5月4日，新增确诊2例，累计261例；新增治愈4例，累计治愈128例。
5月5日，新增治愈1例，累计治愈129例。
5月6日，新增确诊7例，累计268例；新增1例治愈，累计治愈130例。当晚暴雨导致55人丧生，摧毁91所房屋，5座桥梁，冲走各种农作物。
5月7日，新增确诊3例，累计271例；新增3例治愈，累计治愈133例。
5月8日，新增确诊2例，累计273例；新增3例治愈，累计治愈136例。首都基加利25人试图前往北方省，违反人员管控措施被捕。
5月9日，新增确诊7例，累计280例；新增4例治愈，累计治愈140例。
5月10日，新增确诊4例，累计284例。
5月11日，新增确诊1例，累计285例；新增10例治愈，累计治愈150例。
5月12日，新增确诊1例，累计286例；新增3例治愈，累计治愈153例。决定在基雷埃縣设立临时海关，驾驶员将货物清关后就可以驾车返回坦桑尼亚。
5月13日，新增确诊1例，累计287例；新增11例治愈，累计治愈164例。
5月16日，新增确诊2例，累计289例；累计治愈178例。
5月17日，新增确诊3例，累计292例；新增19例治愈，累计治愈197例。
5月18日，新增确诊5例，累计297例；新增6例治愈，累计治愈203例。
5月19日，新增确诊11例，累计308例；新增6例治愈，累计治愈209例。
5月20日，新增确诊6例，累计314例；新增7例治愈，累计治愈216例。
5月21日，新增确诊6例，累计320例；新增1例治愈，累计治愈217例。
5月22日，新增确诊1例，累计321例；新增5例治愈，累计治愈222例。
5月23日，新增确诊4例，累计325例；新增5例治愈，累计治愈227例。
5月24日，新增确诊2例，累计327例；新增10例治愈，累计治愈237例。
5月25日，新增确诊9例，累计336例；新增1例治愈，累计治愈238例。
5月26日，新增确诊3例，累计339例；新增6例治愈，累计治愈244例。
5月27日，新增确诊7例，累计346例；新增1例治愈，累计治愈245例。
5月28日，新增确诊3例，累计349例。
5月29日，新增确诊6例，累计355例；新增2例治愈，累计治愈247例。
5月30日，新增确诊4例，累计359例；新增3例治愈，累计治愈250例。报告首例死亡病例，为65岁卢旺达货车司机，死于严重的呼吸并发症。
5月31日，新增确诊11例，累计370例；新增6例治愈，累计治愈256例。